# Parque MacArthur

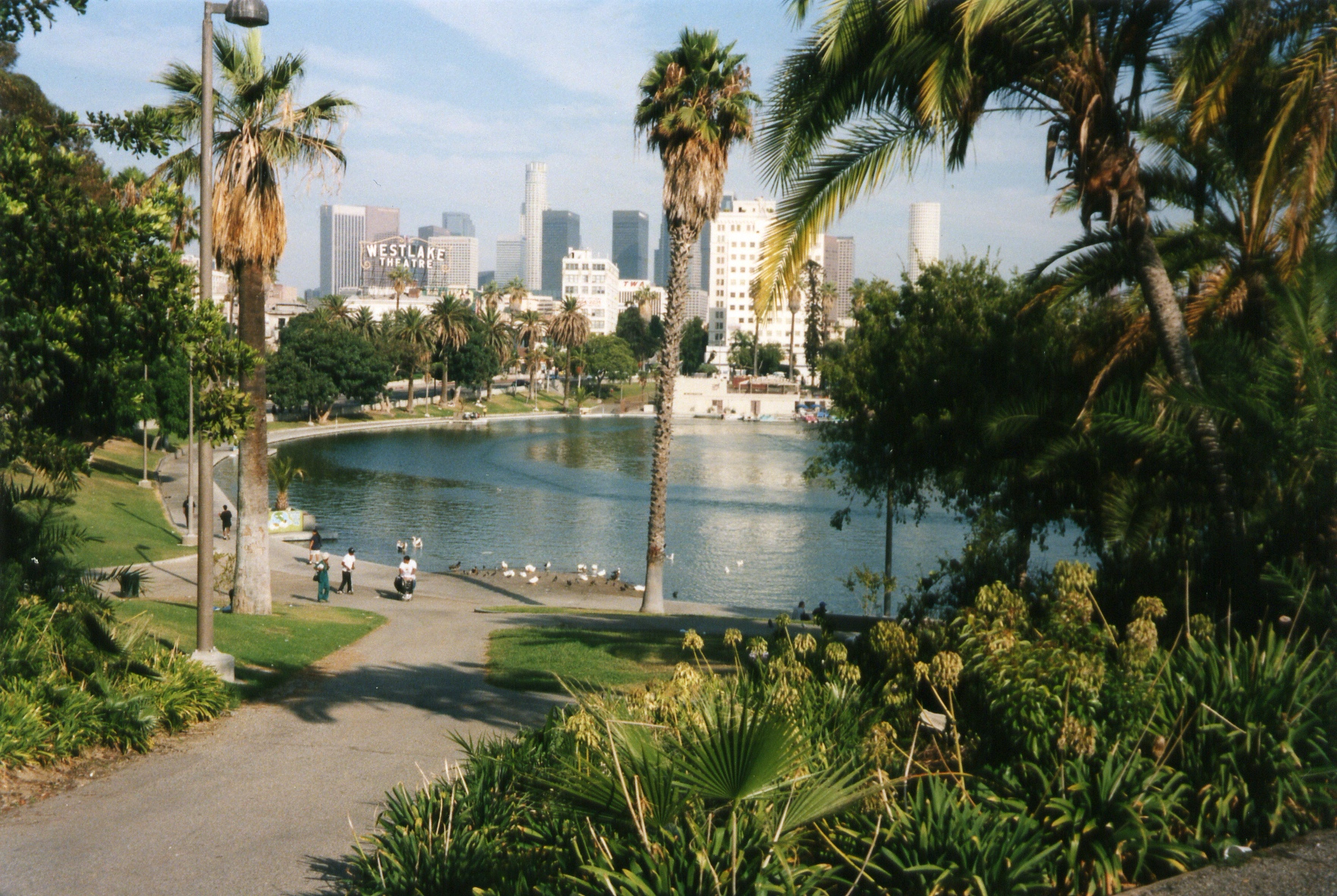
Parque MacArthur en 2001. Mirada hacia el este de los Ángeles. Se observa el Westlake Theatre al fondo a la izquierda y los rascacielos del centro de la ciudad

El Parque MacArthur (anteriormente conocido como el Parque Westlake) es un parque en Los Ángeles, California, nombrado en honor al General Douglas MacArthur y que queda designado como el monumento cultural histórico número 100 de Los Ángeles. El parque está ubicado en el distrito Westlake de la ciudad de Los Ángeles.

## Geografía
El parque queda dividido en dos por el Bulevar Wilshire. La sección que queda al sur del bulevar contiene un lago, y la sección que queda al norte contiene un anfiteatro, un quiosco de música y un patio de niños. El quiosco, que receientemente fue renovado ha sido historícamente un escenario reconocido de música jazz, banda grande, salsa, y conciertos de música folclórica mundial.
El lago se alimenta por manantiales naturales (aunque el suelo del lago es artificial ya que se instaló durante la construcción de la Línea Roja del metro que abrió en 1993). Anteriormente, existía una fuente con piscina de reflejo en la sección norte que también era alimentada por los manantiales. La Línea Roja del metro corre por debajo del Parque Macarthur y queda una estación ubicada en el parque (la estación Westlake/Macarthur Park).

## Crimen
El área que rodea el Parque MacArthur, una de las áreas más pobres de Los Ángeles, tiene tasas de criminalidad ampliamente reportadas.  Considerado como territorio de la MS-13, muchos de los lugareños más pobres del área, especialmente aquellos que hacen negocios ilícitos en el parque, se ven obligados a pagar un "impuesto" a la pandilla a cambio de que los dejen en paz.  En 2021, múltiples ataques a trabajadoras sexuales transgénero en el parque habían provocado una mayor presencia policial y fueron ampliamente denunciados.

## Cultura Popular
MacArthur Park se ha utilizado como lugar de rodaje en numerosas ocasiones. En la película 1921 Pamplinas Nacio el Dia 13 (Hard Luck en ingles), Buster Keaton elude a la policía posando con una estatua en el parque.  En Una mujer de París (1923), Charles Chaplin utiliza el lado norte del parque y la Ansonia en dos escenas. MacArthur Park/Westlake Park y sus barcos ocupan un lugar destacado como escenario de un asesinato en la película negra de 1949 Killer Bait (también conocida como Too Late for Tears) con Lizabeth Scott, Don DeFore, Dan Duryea y Arthur Kennedy.
En 1973, 'The Phantom of Herald Square', un episodio de la serie de antología de terror de televisión 'Circle of Fear', incluyó una cantidad significativa de escenas filmadas dentro del parque.  Aquí se filmó una escena de la película para televisión de 1977 The Amazing Spider-Man.  Una escena de la serie de televisión Dragnet presenta a MacArthur Park en 1967 titulada "The Bank Examiner Swindle".  En el episodio "72 horas" de The Fresh Prince Of Bel-air, Carlton Banks planea realizar ventas ilegales de mercancías falsificadas en el parque, con la esperanza de demostrar su credibilidad callejera a Will y sus amigos.
En la película Training Day, Jake evita que dos drogadictos violen a una niña de 14 años cerca del parque MacArthur.  MacArthur Park también apareció en la película de Sundance de 2001 MacArthur Park.  MacArthur Park apareció de manera destacada en la película Volcano de 1997, así como en la película de 2005 Kiss Kiss Bang Bang.  MacArthur Park aparece en la película Drive de 2011, aclamada por la crítica.
En el video musical de Gym Class Heroes para Cupid's Chokehold (la versión As Cruel as School Children) dirigido por Alan Ferguson, Travis McCoy y su novia ficticia Katy Perry se encuentran en MacArthur Park junto con cupidos bailarines.  En la película Havoc, Allison se encuentra con Héctor en MacArthur Park la tarde antes de que la arresten.  MacArthur Park aparece en el video musical de Lorde de 2017 para Green Light.
Otras películas incluyen The Nickel Ride con Jason Miller, Private Parts (1972), Going Ape!  con Tony Danza, Murphy's Law con Charles Bronson, The Hidden con Kyle McLaughlan, A Patch of Blue con Sidney Poitier y The Bigamist con Ida Lupino.
In MacArthur Park de 1976 fue escrita y dirigida por Bruce Schwartz.
MacArthur Park de 1968, la canción escrita por Jimmy Webb y grabada por Richard Harris y Donna Summer, se inspiró en este lugar.